# Progar

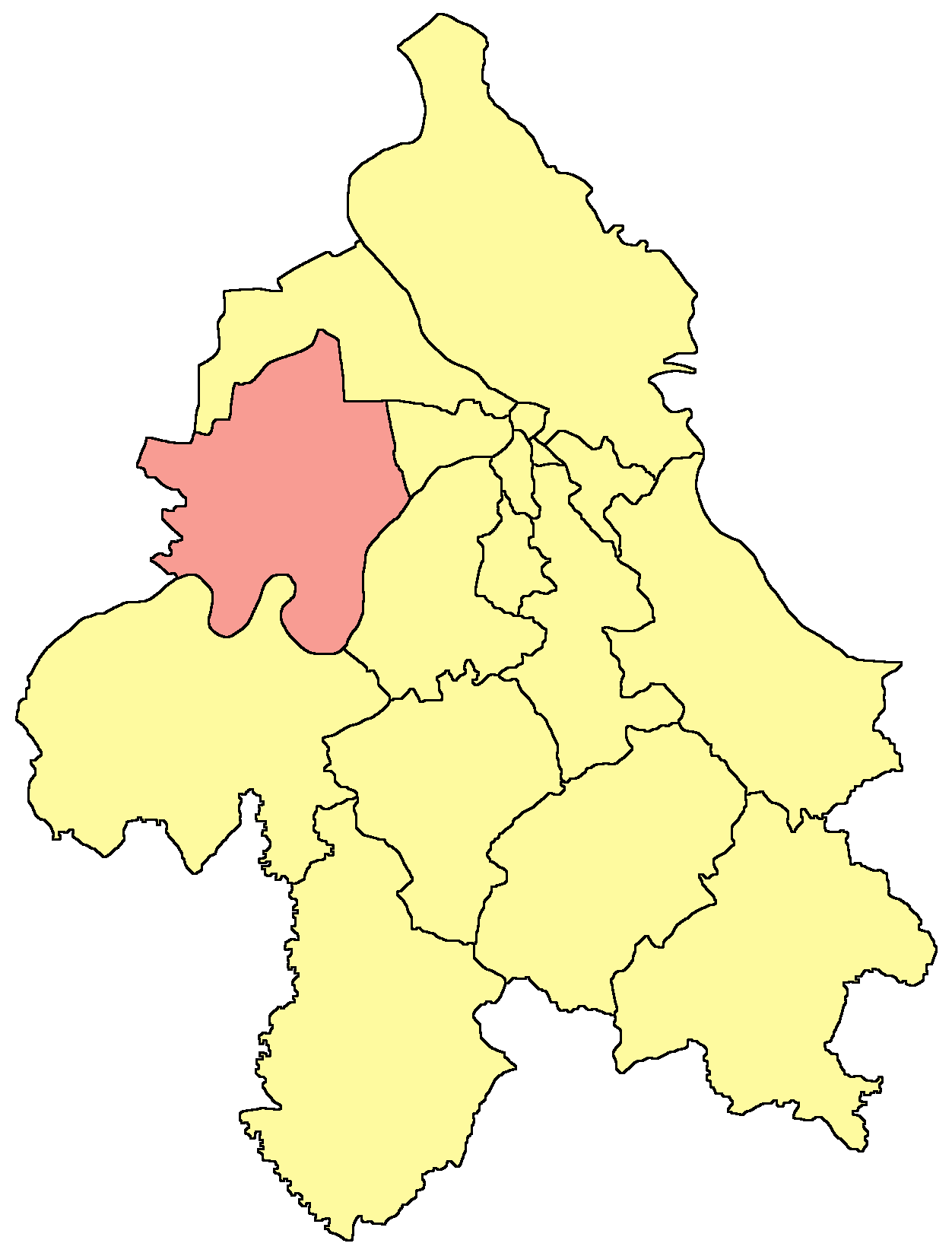
Localisation de la municipalité de Surčin dans la Ville de Belgrade

Progar (en serbe cyrillique : Прогар) est une localité de Serbie située dans la municipalité de Surčin et sur le territoire de la Ville de Belgrade. Au recensement de 2011, elle comptait 1 443 habitants.
Progar est situé est situé au confluent de la Jarčina et de la Save, en Syrmie, dans la sous-région de Podlužje. Il se trouve à 20 km au sud-ouest de Surčin. Une route locale relie Progar à Kupinovo et Boljevci.
Progar est officiellement classé parmi les localités rurales. Contrairement aux autres localités de la municipalité, sa population est en stagnation (1 457 habitants en 1991).
Le village possède un fort potentiel touristique : la forêt de Bojčin, un étang, l'île fluviale de Progarska ada sur la Save. Néanmoins son activité reste exclusivement agricole.

## Démographie

### Évolution historique de la population
| 1948  | 1953  | 1961  | 1971  | 1981  | 1991  | 2002  | 2011  |
| ----- | ----- | ----- | ----- | ----- | ----- | ----- | ----- |
| 1 354 | 1 267 | 1 354 | 1 239 | 1 367 | 1 457 | 1 455 | 1 443 |

|  |